# اریک دوازدهم (سوئد)

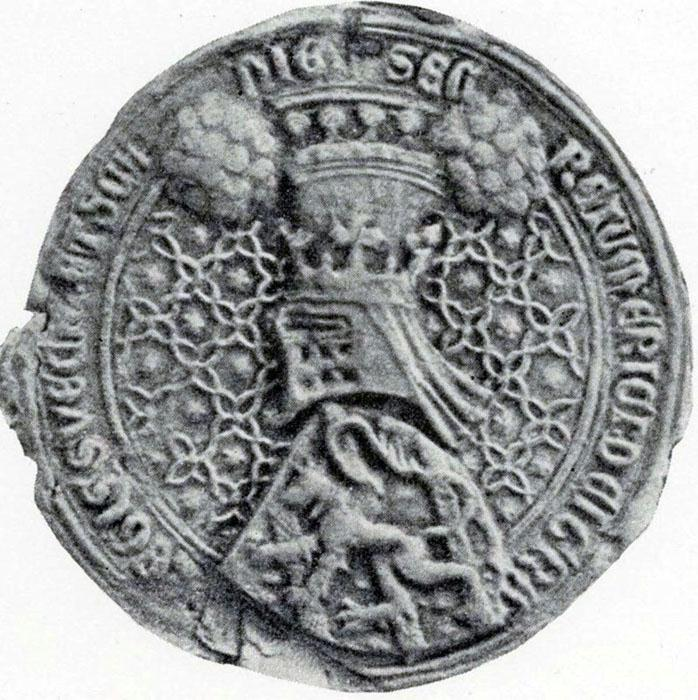
اریک دوازدهم

اریک دوازدهم Eric "XII" (به سوئدی: Erik Magnusson)، سوئدی‌ها بر پدرش مانیوس دوم طغیان کرده وی را بتخت نشانیدند در اواخر سلطنت، وی پدر را شریک حکمرانی خود قرارداد و از سال ۱۳۴۴ تا سال ۱۳۵۰ با هم حکومت کردند ولی بعدها کار بنزاع و مخاصمه کشید و در این حال مادر وی او را مسموم ساخت.